# Rivellia
Rivellia es un género de moscas de la familia Platystomatidae. Hay al menos 140 especies descritas de Rivellia. Son de distribución mundial. Se los encuentra en el follaje y en materia fecal.